# Falsoplatyxantha
Falsoplatyxantha là một chi bọ cánh cứng trong họ Chrysomelidae.
Chi này được miêu tả khoa học năm 1927 bởi Pic.

## Các loài
Các loài trong chi này gồm:
- Falsoplatyxantha aurantiaca Pic, 1927
- Falsoplatyxantha diversicornis Pic, 1931
- Falsoplatyxantha lineata Pic, 1928